# Sumanirol
Sumanirol (PNU-95,666) je visoko selektivni pun agonist D2 receptora. On je prvi otkriveni agonist iz te grupe.
Sumanirol je razvijen za lečenje Parkinsonove bolesti i sindroma nemirnih nogu. Mada on nije odobren za kliničku upotrebu, on je korisno oruđe za bazna istraživanja neurobioloških mehanizama koji su bazirani na modu dejstva dopaminskog D2 receptora (vs. D1, D3, D4, i D5 receptora).